# Афанасьев, Алексей Фёдорович
Алексе́й Фёдорович Афана́сьев (30 ноября [12 декабря] 1850, Санкт-Петербург, Российская империя — 1920, РСФСР) — русский живописец-жанрист, график, карикатурист, иллюстратор, член Товарищества передвижных художественных выставок.

## Биография

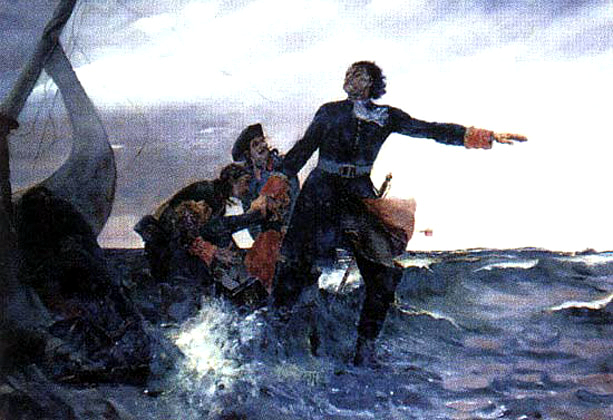
Петр Великий при Лахте спасает погибающих солдат. 1914. Холст, масло. Русский музей.

Родился в семье служителя Императорского двора. В 1872 году принят вольнослушателем Императорской Академии Художеств. В 1877 году получил от Академии поощрительную серебряную медаль за рисунок с натуры.

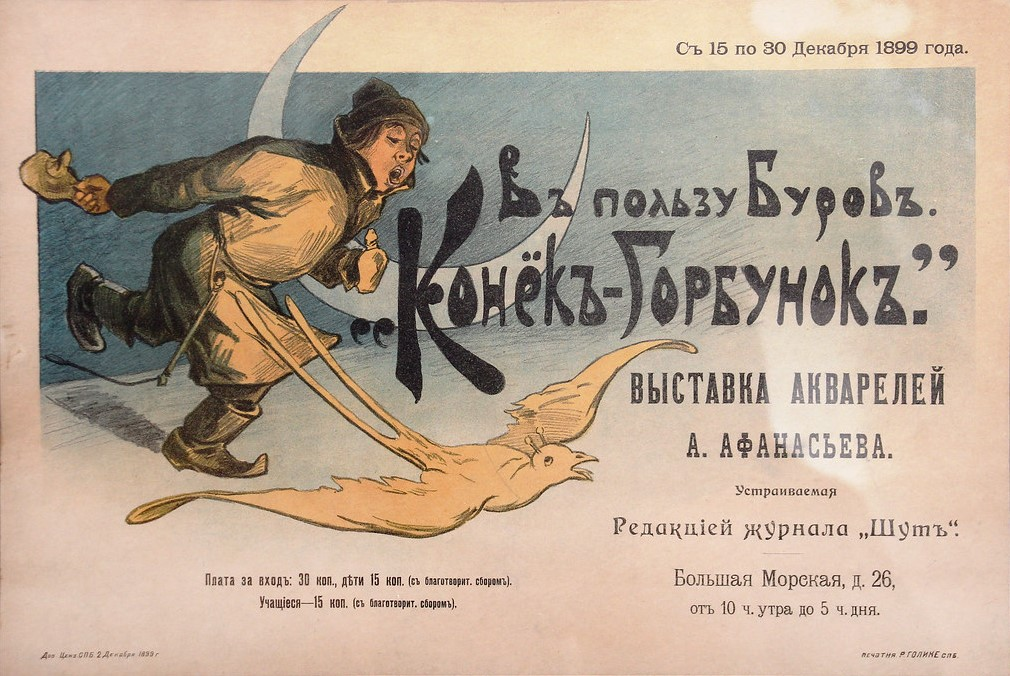
Реклама благотворительной выставки А. Афанасьева (в пользу буров) с персонажами из «Конька-Горбунка», 1899 г.

С 1887 по 1905 год преподавал в художественной школе Императорского общества поощрения художеств. В 1905 году после смерти академика живописи К. А. Савицкого, назначен директором Пензенского художественного училища имени губернатора Н. Д. Селивёрстова. В 1909 году подал в отставку и вернулся в Санкт-Петербург преподавателем в Императорское общество поощрения художеств. С 1889 года экспонент, с 1918 — член Товарищества передвижных художественных выставок.
С 1912 года, много и плодотворно сотрудничал с юмористическими и сатирическими изданиями. Большое количество работ в журналах «Шут», «Всемирная иллюстрация», «Лукоморье», «Осколки» «Север». Оформлял сказки «О царе Салтане», «О рыбаке и рыбке» А. С. Пушкина, А. К. Толстого.
Наиболее известная работа — серия иллюстраций к «Коньку-Горбунку» П. П. Ершова. Сказка была опубликована в «Шуте» в 1897—1898 годах. Данная серия вышла также на открытках в питерском издательстве «Ришар». «Жена рыбака» — иллюстрация к пушкинской «Сказке о рыбаке и золотой рыбке» — была издана на открытке Евгениевской Общиной сестер милосердия Красного Креста одной из первых (под № 27).

## Работы художника вСоборе Воскресения Христова (Спас на Крови)
Наряду с В. М. Васнецовым, М. В. Нестеровым, А. П. Рябушкиным, Н. Н. Харламовым и другими живописцами, Афанасьев участвовал в создании художественного убранства Храма Воскресения Христова (Спаса на Крови).
С 1894 по 1897 год, по живописным эскизам художника созданы четыре наружные мозаики в кокошниках храма: «Святой Павел», «Серафим», «Святой апостол Лука» и «Святые Иаков, Евфимий и Евстафий» и восемь мозаик для внутреннего интерьера, на северо-западном подкупольном пилоне: «Преподобные Моисей Мурин и Макарий Египетский», «Мученики Аверкий и Порфирий», «Апостолы Никанор и Флегонт», «Святые Андроник и Аполлос» и на северо-восточном подкупольном пилоне: «Святые великомученики Варлаам Хутынский и Александр Свирский», «Мученики Лукиан и Агафодор», «Апостолы Родион и Урван», «Апостолы Иоанн Богослов и Иаков Заведеев».

## Галерея

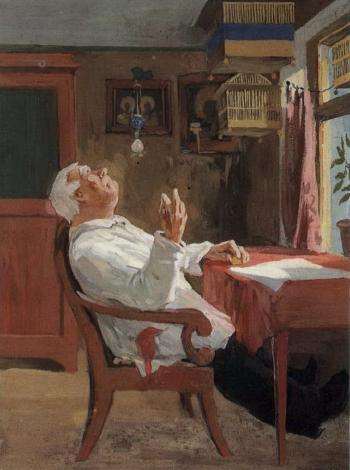
«Праздничный отдых» (Любитель птиц), (1915), масло на доске — частное собрание.
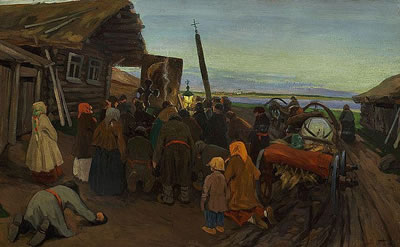
«Вынос иконы», (ранее 1917), масло по бумаге на картоне — частное собрание.

## Адреса в Санкт-Петербурге
- Песочная набережная, дом 26Б[1][Комм. 4].

## Комментарии
1. ↑  Согласно Справочнику А. С. Суворина «Весь Петроград на 1917 год», к началу Октябрьских событий художник жил в Петрограде [1].
2. ↑  вольнослушатель.
3. ↑  с 1955 года училище имени К. А. Савицкого.
4. ↑  не сохранился.